# Living Together in Empty Room
Living Together in Empty Room (hangul= 발칙한 동거 - 빈방 있음, RR= Balchikhan Donggeo - Binbang Iteum, también conocida como "Insolent Housemates"), es un programa de Corea del Sur transmitido del 27 de enero del 2017 hasta el 23 de marzo del 2018 por la MBC.

## Formato
El programa sigue a celebridades convirtiéndose compañeros de casa de otras celebridades que viven solas. Un artista o grupo de artistas actúan como los propietarios del lugar y el/los otros artistas alquilan una habitación. Cada uno tiene un contrato de arrendamiento con 3 términos donde ponen lo que desean que los demás hagan para ellos o para que realicen juntos, después de aceptar los términos establecidos, el o la arrendatario/a le da una renta, firman conjuntamente los contratos y comienzan a vivir juntos. Las celebridades viven juntas durante unos días, mientras deben cumplir los términos.
Al final de su estadía, cada uno de los miembros piensa sobre los recuerdos que crearon mientras vivieron juntos y cada uno debe responder por separado a una encuesta donde deben señalar "SI" o "NO", que significa si les gustaría o no ser nuevamente compañeros de habitación y los resultados son anunciados poco después. La encuesta es simbólica y no decisiva, ya que a pesar de que seleccionen sí, eso no significa que volverán a ser compañeros de habitación.

## Elenco

### Miembros actuales
| Nombre        | Ocupación                          | Episodio donde apareció      | Duración   |
| ------------- | ---------------------------------- | ---------------------------- | ---------- |
| P.O           | Rapero / Miembro Block B           | 1 - 18, 20, 30 - 33 + piloto | 2017, 2018 |
| Jinyoung      | Cantante / Miembro de GOT7         | 30 - 33                      | 2018       |
| Han Hye-yeon  | Estilista                          | 30 - 33                      | 2018       |
| Choi Jung-won | Actriz                             | 22 - 25, 31 - 33             | 2018       |
| Kim Seung-soo | Actor                              | 22 - 25, 31 - 33             | 2018       |
| Sleepy        | Rapero / Miembro de Untouchable    | 32 - 33                      | 2018       |
| Kim Dong-hyun | Peleador de Artes Marciales Mixtas | 32 - 33                      | 2018       |
| Solbi         | Cantante                           | 32 - 33                      | 2018       |

### Antiguos miembros
| Nombre             | Ocupación                        | Episodio donde apareció          | Duración   |
| ------------------ | -------------------------------- | -------------------------------- | ---------- |
| Sungkyu            | Cantante / Miembro de INFINITE   | 21 - 24, 26 - 31                 | 2018       |
| Lee Kyung-kyu      | Actor                            | 21 - 24, 26 - 31                 | 2018       |
| Kim Gu-ra          | Presentador                      | 1 - 8, 12 - 19, 27 - 30 + piloto | 2017, 2018 |
| Ji Sang-ryeol      | Actor                            | 8 - 19, 27 - 30                  | 2017, 2018 |
| Kang Daniel        | Cantante / Miembro de WANNA ONE  | 25 - 29                          | 2018       |
| Ong Seong-wu       | Cantante / Miembro de WANNA ONE  | 25 - 29                          | 2018       |
| Kim Jae-hwan       | Cantante / Miembro de WANNA ONE  | 25 - 29                          | 2018       |
| Yoon Jung-soo      | Comediante                       | 25 - 29                          | 2018       |
| Yook Joong-wan     | Cantante / Miembro de Rose Motel | 25 - 29                          | 2018       |
| Hwang Chan-sung    | Cantante / Miembro de 2PM        | 24 - 26                          | 2018       |
| Wooyoung           | Cantante / Miembro de 2PM        | 24 - 26                          | 2018       |
| Cheetah            | Rapera                           | 24 - 26                          | 2018       |
| Yoon Doo-joon      | Cantante                         | 20 - 22                          | 2017       |
| DinDin             | Rapero                           | 20 - 22                          | 2017       |
| Lim Ju-eun         | Actriz                           | 20 - 22                          | 2017       |
| Kim Min-jong       | Actor                            | 4 - 8, 19 - 21                   | 2017       |
| Jo Se-ho           | Comediante                       | 4 - 8, 12 - 18, 20               | 2017       |
| Sandara Park       | Cantante                         | 12 - 18, 20                      | 2017       |
| Oh Chang-seok      | Actor                            | 16 - 19                          | 2017       |
| Jiyeon             | Cantante                         | 16 - 19                          | 2017       |
| Oh Hyun-kyung      | Actriz                           | 12 - 19                          | 2017       |
| Hong Jin-young     | Cantante                         | 1 - 4, 12 - 15 + piloto          | 2017       |
| Jin Jeong-seon     | Modelo                           | 12 - 15                          | 2017       |
| Jay (Kim Jin-hwan) | Cantante / Miembro Ikon          | 12 - 15                          | 2017       |
| Bobby              | Rapero / Miembro Ikon            | 12 - 15                          | 2017       |
| Han Eun-jung       | Actriz                           | 1 - 11 + piloto                  | 2017       |
| Lee Tae-hwan       | Actor                            | 8 - 11                           | 2017       |
| Heechul            | Cantante                         | 8 - 11                           | 2017       |
| GFriend            | Cantantes                        | 8 - 11                           | 2017       |
| Oh Yeon-ah         | Actriz                           | 8 - 11                           | 2017       |
| K.Will             | Cantante                         | 4 - 8                            | 2017       |
| Yura               | Cantante                         | 4 - 8                            | 2017       |
| Yoni P             | -                                | 4 - 8                            | 2017       |
| Steve J            | -                                | 4 - 8                            | 2017       |
| Kim Shin-young     | Comediante                       | 1 - 4 + piloto                   | 2017       |
| Brave Brothers     | Rapero                           | 1 - 4                            | 2017       |
| Yang Se-chan       | Comediante                       | 1 - 4                            | 2017       |
| Jeon So-min        | Actriz                           | 1 - 4                            | 2017       |
| Oh Se-deuk         | Cocinero                         | Piloto                           | 2017       |
| Cosmic Girls       | Cantantes                        | Piloto                           | 2017       |

### Invitados
| Nombre         | Ocupación                | Episodio donde apareció | Duración |
| -------------- | ------------------------ | ----------------------- | -------- |
| Microdot       | Rapero                   | 24                      | 2018     |
| Kim Min-seok   | Actor                    | 23                      | 2017     |
| Zico           | Rapero / Miembro Block B | 20                      | 2017     |
| Kim Shin-young | Comediante               | 11                      | 2017     |
| Sojin          | Cantante                 | 7 - 8                   | 2017     |
| Seo Jang-hoon  | Presentador              | 2                       | 2017     |

## Episodios
El programa emitió 33 episodios, los cuales fueron transmitidos todos los viernes a las 21:50 a 23:10 (KST).

## Premios y nominaciones
| Año  | Categoría                              | Premio                       | Nominado (a)                  | Resultado |
| ---- | -------------------------------------- | ---------------------------- | ----------------------------- | --------- |
| 2017 | Best Couple Award                      | 17th MBC Entertainment Award | P.O y Sandara Park            | Nominados |
| 2017 | Best Couple Award                      | 17th MBC Entertainment Award | Kim Gu-ra y Han Eun-jung      | Nominados |
| 2017 | Popularity Award                       | 17th MBC Entertainment Award | P.O                           | Ganó      |
| 2017 | Popularity Award                       | 17th MBC Entertainment Award | Han Eun-jung                  | Ganó      |
| 2017 | Rookie Award, Variety Category         | 17th MBC Entertainment Award | Oh Hyun-kyung                 | Nominada  |
| 2017 | Rookie Award, Variety Category         | 17th MBC Entertainment Award | Sandara Park                  | Nominada  |
| 2017 | Excellence Award, Variety Category     | 17th MBC Entertainment Award | Yura                          | Nominada  |
| 2017 | Excellence Award, Variety Category     | 17th MBC Entertainment Award | Hong Jin-young                | Nominada  |
| 2017 | Top Excellence Award, Variety Category | 17th MBC Entertainment Award | Kim Shin-young                | Nominada  |
| 2017 | Top Excellence Award, Variety Category | 17th MBC Entertainment Award | Han Eun-jung                  | Nominada  |
| 2017 | Program of the Year                    | 17th MBC Entertainment Award | Living Together in Empty Room | Nominado  |

## Producción
La serie también fue conocida como "Insolent Housemates" y "Outrageous Roommates".
El programa fue dirigido por Choi Yoon-jeong, Jeon Hwi-je y Jo Doo-yeon, y contó con los escritores Kim Hong-seok, Moon Soo-jeong, Kim Yoo-ra, Yoo Na-ol, Kim Jeong-won, Kim Seo-young, Hyun Ye-seul y Yoo Eun-hee. La producción ejecutiva estuvo a cargo de Kim Young-jin.
El episodio piloto del programa fue emitido del 27 al 28 de enero del 2017, posteriormente el programa volvió el 14 de abril del mismo año y desde entonces se emite.
El 8 de diciembre del 2017 el programa entró en hiatus indefinidamente debido a la huelga de los productores de la MBC contra la compañía. Sin embargo la huelga terminó el 1 de diciembre del mismo año, y el programa regresó a sus transmisiones normales el 8 de diciembre del 2017.
El programa contó y fue distribuido por la Munhwa Broadcasting Corporation, "MBC".